# Christian Lis
Christian Piotr Lis (ur. 8 lutego 1973 w Białogardzie) – polski ekonomista, dr hab. nauk ekonomicznych, profesor nadzwyczajny Instytutu Ekonomii i Finansów Uniwersytetu Szczecińskiego.

## Życiorys
22 lutego 1997 roku rozpoczął pracę na stanowisku asystenta-stażysty w Katedrze Ekonometrii i Statystyki na Wydziale Nauk Ekonomicznych i Zarządzania Uniwersytetu Szczecińskiego. W 1998 roku obronił pracę magisterską na temat Wielowymiarowa analiza porównawcza Narodowych Funduszy Inwestycyjnych. W latach 1998–2003 pracował na etacie asystenta w Katedrze Ekonometrii i Statystyki Uniwersytetu Szczecińskiego, a od 2003 roku podjął pracę na stanowisku adiunkta.
W latach 2000–2002 pracował na etacie asystenta w Instytucie Zarządzania i Finansów, a następnie w latach 2004–2006 na stanowisku wykładowcy w Instytucie Zarządzania w Państwowej Wyższej Szkole Zawodowej w Gorzowie Wielkopolskim. W 2008 roku pracował w Urzędzie Statystycznym w Szczecinie na stanowisku kierownika Centrum Statystyki Morskiej.
6 listopada 2003 obronił pracę doktorską Wykorzystanie metod ekonometryczno-statystycznych w procesie masowej wyceny nieruchomości lokalowych, 19 listopada 2015 habilitował się na podstawie pracy zatytułowanej Wartość dodana brutto i jej znaczenie w procesie akumulacji kapitału w świetle teorii wzrostu i konwergencji. Podejście taksonomiczne. Otrzymał nominację profesorską. Został zatrudniony na stanowisku profesora w Katedrze Ekonometrii i Statystyki na Wydziale Nauk Ekonomicznych i Zarządzania Uniwersytetu Szczecińskiego.
Od 1997 roku prowadzi wykłady i zajęcia dydaktyczne z następujących przedmiotów: statystyka opisowa, statystyka matematyczna, ekonometria, algebra liniowa, matematyka, zastosowania matematyki w finansach i bankowości, teoria prognoz i symulacje komputerowe, badania operacyjne, badania rynkowe i marketingowe, wycena przedsiębiorstw, wycena nieruchomości, wycena mienia i podmiotów gospodarczych, ekonometryczne modelowanie procesów gospodarczych, zastosowania pakietów statystycznych, wielowymiarowa analiza porównawcza, metody pozyskiwania i przetwarzania informacji rynkowej, mikroekonomia, wycena nieruchomości dla potrzeb inwestycyjnych. Od roku akademickiego 2013/2014 prowadzi również wykłady, ćwiczenia i laboratoria w jęz. angielskim w ramach kierunku studiów Economics and IT Applications z przedmiotów: Statistical Inference, Statistical Software Applications i Quantitative Methods in Marketing Research.
Piastuje funkcję profesora nadzwyczajnego w Instytucie Ekonomii i Finansów na Uniwersytecie Szczecińskim.
Od 2009 roku prowadzi działalność gospodarczą. Wykonał ponad 250 projektów o charakterze praktycznym, naukowo-wdrożeniowym, analiz, ekspertyz ekonomicznych i wycen przedsiębiorstw. Specjalizuje się w analizach kosztów-korzyści (CBA – cost-benefit analysis) i studiach wykonalności (feasibility study) inwestycji w infrastrukturę transportową, w szczególności sektora portowego.
W 2015 roku wspólnie z dr. Dariuszem Bernackim - adiunktem Politechniki Morskiej w Szczecinie, powołał do życia firmę Bernacki i Lis Consulting Sp. z o.o., która zajmuje się wykonywaniem studiów wykonalności  (feasibility study) i analiz kosztów-korzyści (CBA - cost-benefit analysis) dla wielkoskalowych inwestycji sektora portowego i morskich farm wiatrowych (offshore wind power). Zespół autorski Bernacki & Lis posiada dorobek naukowo-wdrożeniowy przekraczający łącznie 400 publikacji naukowych oraz projektów naukowo-wdrożeniowych w postaci książek, monografii naukowych, rozdziałów monografii naukowych, artykułów naukowych oraz projektów naukowo-wdrożeniowych w większości z zakresu ekonomiki transportu morskiego. Bernacki & Lis publikowali w znanych i cenionych światowych i ogólnopolskich czasopismach, takich jak Renewable & Sustainable Energy Reviews (Elsevier), Maritime Policy and Management (Taylor & Francis), Energies (MDPI), Sustainability (MDPI), European Research Studies Journal (€RSJ), Actual Problems of Economics, BWV Berliner Wissenschafts-Verlag GmbH, Polish Journal of Environmental Studies, Scientific Journals of the Maritime University of Szczecin i wiele innych.
W latach 2015-2025 działając pod marką Bernacki i Lis Consulting Sp. z o.o. wykonał dla gospodarki morskiej ponad 55 projektów naukowo-wdrożeniowych, w tym analizy kosztów-korzyści i studia wykonalności dla strategicznych inwestycji w infrastrukturę portową w portach: Szczecin, Świnoujście, Police, Gdynia i Darłowo. Wykonał studia wykonalności i analizy kosztów-korzyści między innymi dla:
- modernizacji infrastruktury drogowej na Międzyodrzu w Szczecinie,
- pogłębienia toru wodnego Świnoujście-Szczecin do głębokości 12,5 m,
- modernizacji nabrzeży głębokowodnych w Kanale Dębickim i Basenie Kaszubskim w porcie w Szczecinie,
- modernizacji mostu kolejowego w Podjuchach,
- zakupu statku pożarniczego Strażak-28,
- budowy terminalu intermodalnego w Świnoujściu,
- budowy parkingu buforowego w terminalu promowym w Świnoujściu,
- budowy placu przeładunkowego dla potrzeb terminalu intermodalnego na Ostrowie Grabowskim,
- budowy mijanki dla statków w Kanale Polickim,
- poszerzenia toru podejściowego do portu w Świnoujściu do 500 m,
- budowy terminalu kontenerowego w porcie zewnętrznym w Świnoujściu,
- budowy terminalu instalacyjnego (Marshalling port)(inne języki) w Świnoujściu dla potrzeb obsługi energetyki wiatrowej na morzu,
- budowy „Doliny Logistycznej Kosakowo” dla potrzeb rozwoju portu w Gdyni,
- poprawy dostępu do portu w Darłowie poprzez modernizację Falochronu Zachodniego i budowę ostrogi,
- modernizacji i budowy nabrzeży dla potrzeb terminalu serwisowego morskich farm wiatrowych w Darłowie, i wiele innych.[4]

W latach 2015-2025 wspólnie z dr. Dariuszem Bernackim opracował dokumentację finansowo-ekonomiczną dla potrzeb pozyskania finansowania oraz uzasadnienia realizacji inwestycji infrastrukturalnych głównie sektora portowego i offshore’owego o łącznej wartości przekraczającej 10 mld zł.
W grudniu 2020 r. powołany na stanowisko Prezesa Zarządu Naviga Wind Power Sp. z o.o., specjalizującej się w projektowaniu i wdrażaniu rozwiązań technologicznych dla morskich farm wiatrowych.

## Wybrane publikacje
1. Wielowymiarowa analiza porównawcza Narodowych Funduszy Inwestycyjnych, 2000[7].
2. Sieci neuronowe a masowa wycena nieruchomości, 2001[8].
3. Algorytm masowej wyceny nieruchomości lokalowych, 2001[9].
4. Sieci neuronowe i modelowanie równań strukturalnych w ocenie wpływu innowacyjności regionów na ich konkurencyjność, 2004[10].
5. Application of Neural Networks in the Process of Mass Valuation of Dwellings, 2006[11].
6. Czy Polska ma szansę stać się Tygrysem Europy, czy jej Trzecim Światem?, 2007[12].
7. Metody pomiaru podobieństwa nieruchomości w procesie wyceny w podejściu porównawczym i dochodowym, 2008[13].
8. O wykorzystaniu do wyceny instrumentów pochodnych stochastycznych równań różniczkowych, 2009[14].
9. Punktowa i przedziałowa predykcja przewozów pasażerów w żegludze promowej na Bałtyku w latach 2008–2010, 2009[15].
10. Estymacja mnożnika inwestycyjnego Keynesa i krańcowej skłonności do konsumpcji, 2010[16].
11. Błędy prognoz ex post wartości dodanej brutto jako miernik wpływu światowego kryzysu finansowego na gospodarkę w Polsce, 2011[17].
12. On Randomness in Economics and Its Significance in the Econometric Prediction, 2012[18].
13. O wycenie znaku firmowego, 2014[19].
14. Teoretyczne aspekty wyceny marki korporacyjnej, 2014[20].
15. The Human Development Index As a Measure of Club Convergence, 2014[21].
16. Zastosowanie metod taksonomicznych w badaniu konwergencji gospodarczej, 2015[22].
17. Gross Value Added in services – a case study of the sea port in Szczecin, 2016[23].
18. Mnożnik inwestycyjny Keynesa w ocenie wpływu inwestycji w pogłębienie toru wodnego Świnoujście – Szczecin do 12,5 m na gospodarkę Polski, 2017[24].
19. Statistical estimation and prediction of Annual Average Daily Traffic (AADT) on the first/last mile road section in the Port of Szczecin, 2017[25].
20. Elimination of modal collision: railway bridge over the Regalica River, 2019[26].
21. Transport and economic effects related to navigational restoration of the Lake Dąbie fairway, 2019[27].
22. Investigating the Sustainable Impact of Seaport Infrastructure Provision on Maritime Component of Supply Chain, 2021[28].
23. Forecasting the Cargo Throughput for Small and Medium-sized Ports: Multi-stage Approach with Reference to the Multi-port System, 2021[29].
24. Exploring the sustainable effects of Urban-Port road system reconstruction, 2021[30].
25. Investigating the future dynamics of multi-port systems: the case of Poland and the Rhine-Scheldt Delta region, 2022[31].
26. Traffic and freight flow predictions and effects of capacity expansion in the urban-port road interface: the case of a port city in Poland, 2023[32].
27. Sustainable gains from inland waterway investments at port-city interface, 2024[33].

## Książki
1. Statystyka. Przewodnik dla kierunków ekonomicznych i administracji studiów zawodowych (skrypt) – współautor, 2001[34].
2. Ekonometria stosowana w zadaniach – współautor, 2005[35].
3. Ekonometria stosowana w przykładach i zadaniach – współautor, 2007[36].
4. Wybrane problemy rozwoju polskiej gospodarki morskiej – współautor, 2008[37].
5. Modelowanie predyktywne wartości dodanej brutto w Polsce, 2010[38].
6. Wartość dodana brutto i jej znaczenie w procesie akumulacji kapitału w świetle teorii wzrostu i konwergencji. Podejście taksonomiczne, 2013[39].
7. Efekty transportowe i ekonomiczne związane z poprawą dostępności portu morskiego w Szczecinie. Zaplecze portu – współautor, 2016[40].
8. Efekty transportowe i ekonomiczne związane z poprawą dostępności portu morskiego w Szczecinie. Przedpole portu – współautor, 2016[40].